# Івано-Франківська селищна територіальна громада
Івано-Франківська селищна громада — територіальна громада в Україні, в Яворівському районі Львівської області. Адміністративний центр — смт Івано-Франкове.
Площа громади — 429,7 км², населення — 19 894 мешканця (2020).

## Населені пункти
У складі громади 1 смт (Івано-Франкове) і 31 село:
- Бірки
- Буда
- Великі Гори
- Великополе
- Верещиця
- Верхутка
- Вороців
- Діброва
- Домажир
- Дубровиця
- Жорниська
- Задебрі
- Затока
- Зелів
- Карачинів
- Кожичі
- Лелехівка
- Лісопотік
- Лозино
- Мальчиці
- Озерське
- Паланки
- Поріччя
- Рокитне
- Середній Горб
- Солуки
- Ставки
- Страдч
- Турича
- Ямельня
- Ясниська